# Сазерленд-Левесон-Гоуэр, Энн, герцогиня Сазерленд
Энн Сазерленд-Левесон-Гоуэр, герцогиня Сазерленд (урожденная Хэй-Маккензи; англ. Anne Sutherland-Leveson-Gower, Duchess of Sutherland; 21 апреля 1829 — 25 ноября 1888) — шотландская аристократка, 1-я графиня Кромарти (1861—1888). С 1849 по 1861 год она была известна как маркиза Стаффорд.

## Ранняя жизнь
Родилась 21 апреля 1829 года. Единственный ребёнок Джона Хэя-Маккензи (1792—1849) из Ньюхолла и Кромарти и Энн Гибсон-Крейг (1802—1869).
Её мать была третьей дочерью сэра Джеймса Гибсон-Крейга, 1-го баронета (1765—1850). Её отец был старшим сыном и наследником Эдварда Хэй-Маккензи из Ньюхолла и достопочтенной Мэри Мюррей-Маккензи Кромарти (старшая дочь и наследница линии Джорджа Мюррея-Маккензи, 6-го лорда Элибанка, и леди Изабеллы Маккензи, старшая дочь и наследница линии Джорджа Маккензи, 3-го графа Кромарти, принимавшего участие в восстании якобитов 1745 года и лишившегося графства в 1746 году). Его дедушка был также младшим братом Джорджа Хэя, 7-го маркиза Твиддейла (1753—1804).

## Графиня Кромарти
21 октября 1861 года титул, принадлежавший её прапрадеду, Джорджу Маккензи, 3-му графу Кромарти, был возрожден, когда герцогиня Сазерленд получила титулы баронессы Каслхейвен из Каслхейвена, баронессы Маклеод из Каслхейвена из Касл Леода, виконтессы Тарбат из Тарбата, и графини Кромарти в системе Пэрства Соединённого королевства.
Позднее она служила правительницей гардеробной королевы Великобритании Виктории с 1870 по 1874 год и была награждена Орденом Виктории и Альберта (3-й степени).

## Личная жизнь

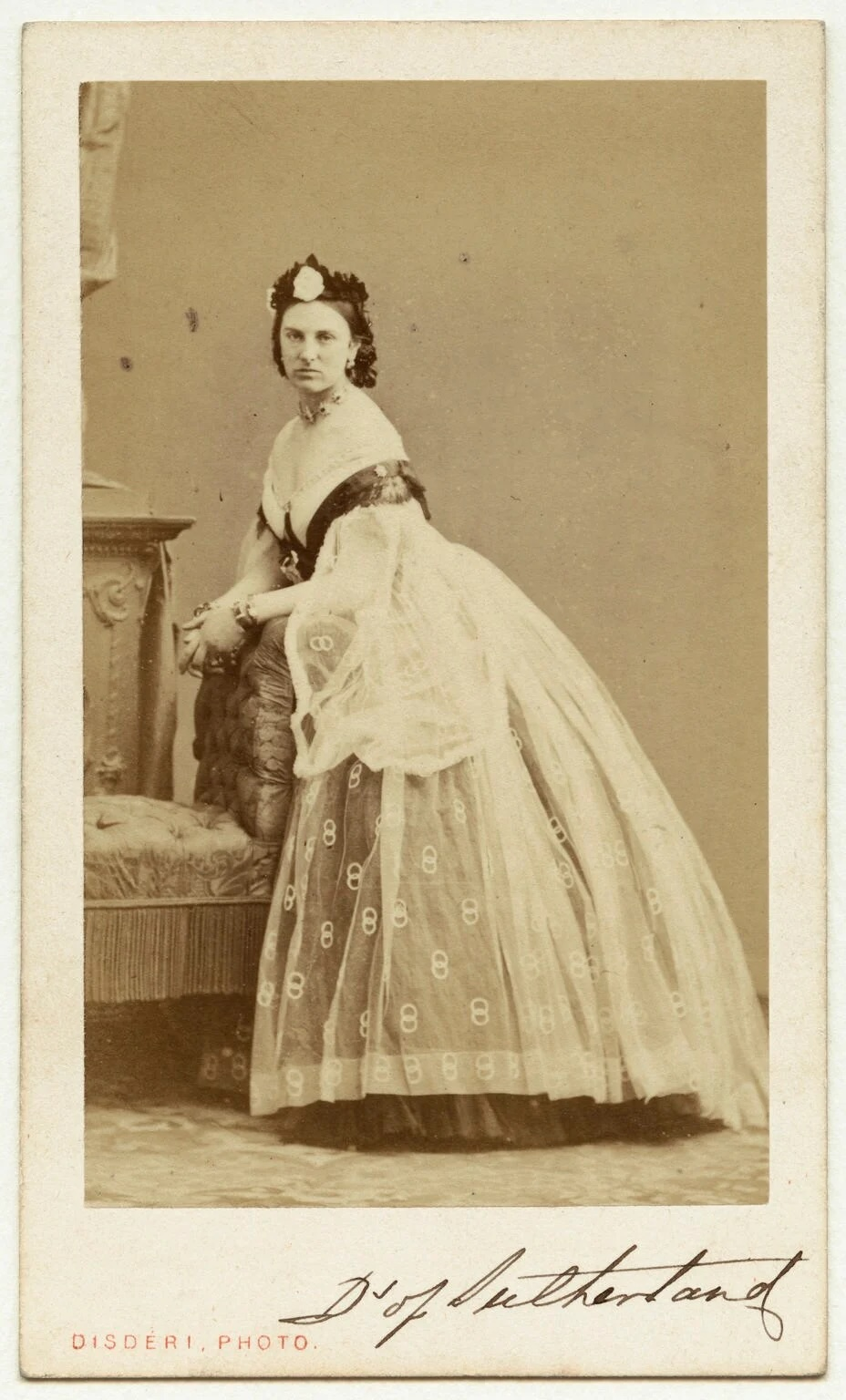
Фотография герцогини Сазерленд, сделанная Андре-Адольфом-Эженом Дисдери, 1860-е годы

27 июня 1849 года Энн Хэй-Маккензи вышла замуж за Джорджа Сазерленда-Левесона-Гоуэра, маркиза Стаффорда (1828—1892), старшего сына Джорджа Сазерленда-Левесона-Гоуэра, 2-го герцога Сазерленда (1786—1861). Он стал 3-м герцогом Сазерлендом 22 февраля 1861 года. Герцогиня Сазерленд унаследовала земли своего отца в год её замужества. Вместе у них было пятеро детей:
- Джордж Гранвилл Сазерленд-Левезон-Гоуэр, граф Гоуэр (27 июля 1850 — 5 июля 1858), умерший в детстве[5].
- Кромарти Сазерленд-Левезон-Гоуэр, 4-й герцог Сазерленд (20 июля 1851 — 27 июня 1913), второй сын и преемник отца[5]
- Фрэнсис Маккензи Сазерленд-Левезон-Гоуэр, 2-й граф Кромарти (3 августа 1852 — 24 ноября 1893), третий сын и преемник матери[5]
- Леди Флоренс Сазерленд-Левесон-Гоуэр (17 апреля 1855 — 10 октября 1881), вышедшая замуж за Генри Чаплина, 1-го виконта Чаплина[5]
- Леди Александра Сазерленд-Левезон-Гоуэр (13 апреля 1866 — 16 апреля 1891), умершая незамужней[5].

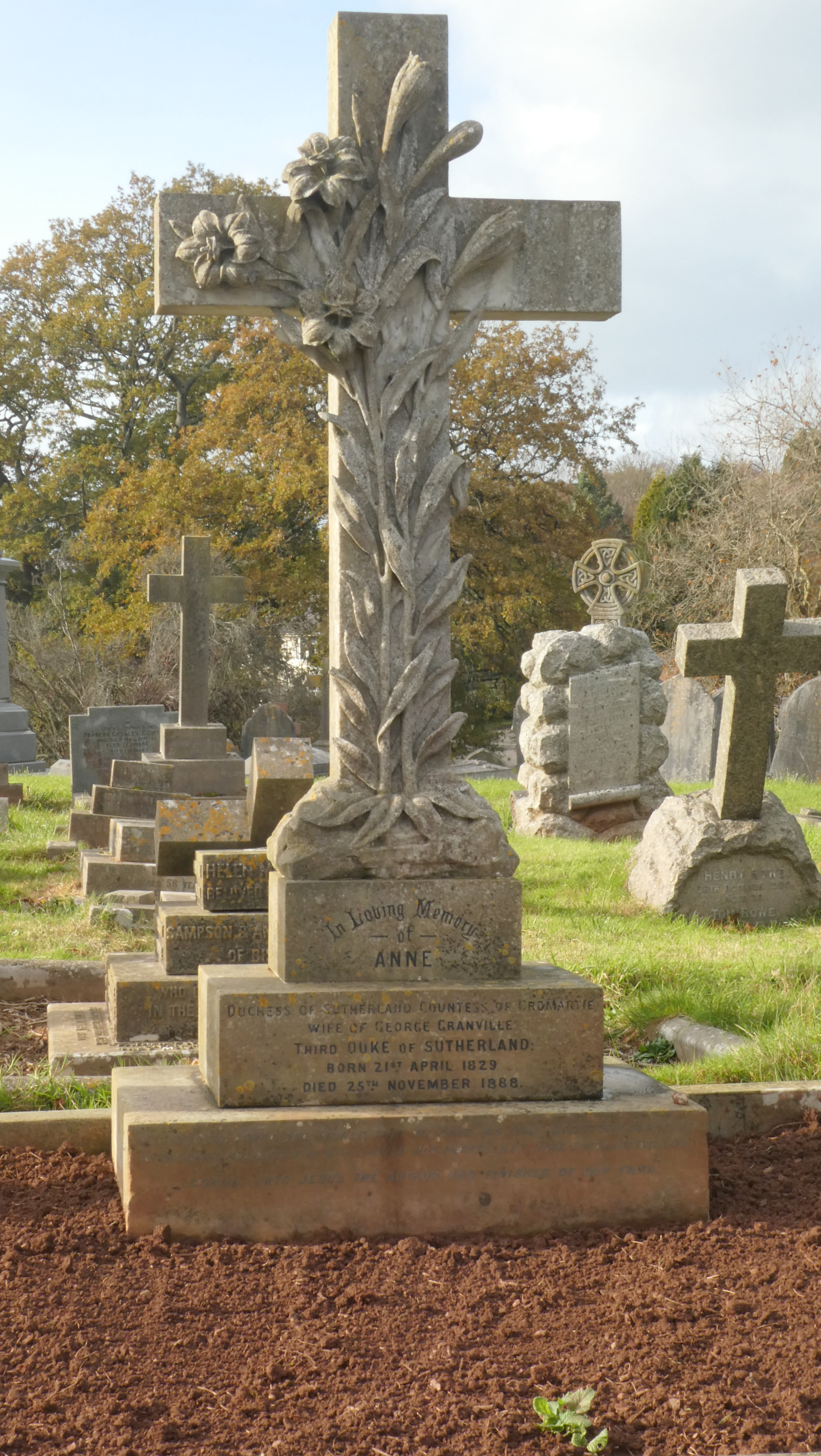
Могилы Энн Сазерленд-Левесон-Гоуэр на кладбище Бартон-Роуд, Торки (графство Девон), Великобритания

Она умерла в семейном лондонском особняке Стаффорд-Хаус, Сент-Джеймс, и была похоронена на кладбище Extra Mural (ныне кладбище Бартон-Роуд или «Старое кладбище»), Торки в секции D (ссылка на сетку: 50.484307, −3.542972). На богато украшенном кресте, установленном на трехступенчатом постаменте, имеются надписи: «В память Энн» (верхняя ступень). Герцогиня Сазерленд, графиня Кромарти, жена Джорджа Гранвилла, 3-го герцога Сазерленда. Родилась 21 апреля 1829 г. Умерла 25 ноября 1888 г. (средняя ступень). Ибо Бог так возлюбил мир, что отдал Сына Своего Единородного, чтобы всякий верующий в Него не погиб, но имел жизнь вечную. Взирая на Иисуса, автора и совершителя нашей веры (нижняя ступень).
Она была набожной прихожанкой церкви Всех Святых в Баббакомбе, и её интернированием руководил первый служащий церкви, отец Джон Хьюитт, личный друг герцогини. После её смерти ей наследовал графство её младший сын лорд Фрэнсис. Герцог Сазерленд умер в 1892 году, и ему наследовал их старший выживший сын Кромарти.